# Squaring the Circle
Squaring the Circle – album studyjny reaktywowanej grupy Sneaker Pimps, wydany 10 września 2021 nakładem Unfall. Zespół w składzie: Chris Corner i Liam Howe z gościnnym udziałem Simonne Jones.
W dosłownym tłumaczeniu tytuł albumu oznacza kwadraturę koła. Wyrażenie square the circle bywa używane jako metafora starań dokonania niemożliwego.

## Lista utworów
na podstawie Bandcamp
| 1.  | „Fighter”             | 04:07   |
|     |                       |         |
| 2.  | „Child in the Dark”   | 04:26   |
|     |                       |         |
| 3.  | „Alibis”              | 04:08   |
|     |                       |         |
| 4.  | „So Far Gone”         | 05:21   |
|     |                       |         |
| 5.  | „Immaculate Hearts”   | 03:58   |
|     |                       |         |
| 6.  | „No Show”             | 03:55   |
|     |                       |         |
| 7.  | „Tranquility Trap”    | 04:03   |
|     |                       |         |
| 8.  | „SOS”                 | 04:28   |
|     |                       |         |
| 9.  | „Stripes”             | 05:02   |
|     |                       |         |
| 10. | „Paper Room”          | 04:07   |
|     |                       |         |
| 11. | „Black Rain”          | 03:42   |
|     |                       |         |
| 12. | „Love Me Stupid”      | 04:57   |
|     |                       |         |
| 13. | „Lifeline”            | 04:07   |
|     |                       |         |
| 14. | „Pink Noise”          | 03:28   |
|     |                       |         |
| 15. | „Come Like the Cure”  | 04:23   |
|     |                       |         |
| 16. | „Squaring the Circle” | 03:24   |
|     |                       |         |
|     |                       | 1:07:36 |
|     |                       |         |

## Twórcy
Kompozycja muzyki, instrumenty i śpiew
- Chris Corner – autor muzyki, wokal główny i wspierający, gitary, syntezatory modularne, fortepian (treated piano & atmospheres)
- Liam Howe – autor muzyki, wokal wspierający, syntezatory analogowe, fortepian, Vocoder, okaryna
- Simonne Jones – wokal główny i wspierający, słowo mówione
- Janine Gezang (IAMX) – wokal wspierający
- Cathy Davey – wokal wspierający

Produkcja muzyczna
- nagrania, produkcja i miksowanie: Chris Corner i Liam Howe
- mastering: Liam Howe
- dodatkowa produkcja w utworach nr 1, 2 i 8: Jim Abbiss

Teksty utworów
- Chris Corner i Liam Howe – wszystkie teksty.
- Ian Pickering – dodatkowe teksty w utworach: 1, 2, 3, 4, 6, 8, 9, 12, 13 i 15.
- Simonne Jones – teksty mówione w utworze nr 11.

Opracowanie graficzne
- artwork direction: Chris Corner i Liam Howe
- projekt graficzny: Amy Shank

## Single
- „Squaring the Circle”, wyd. 2021-07-09[6]
- „Fighter”, wyd. 2021-07-09[7]. Do piosenki powstał wyreżyserowany przez Chrisa Cornera teledysk, w którym wystąpiły Janine Gezang (jako fighter) i Amy Shank (jako coach)[1][8]
- „Fighter (AMP Remix)”, wyd. 2021-08-11[9]
- „Alibis” (EP), wyd. 2021-09-03[10]. Do piosenki powstał teledysk autorstwa Chrisa Cornera i Liama Howe, będący połączeniem animacji zdjęć oraz wideo w trybie makro[11][12].

3 września 2021 ukazał się minialbum Rework Collection 1 z remiksami utworów „Fighter” i „Alibis”.
4 listopada 2021 ukazał się minialbum Rework Collection 2 z remiksami utworów „So Far Gone” i „SOS”.
13 stycznia 2022 ukazał się minialbum Rework Collection 3 z remiksami utworów „Love Me Stupid” i „Stripes”.